# C18H24N2O
化学式C18H24N2O（摩尔质量：284.403 g/mol）可能指：
- 氮丙辛（英语：Azaprocin），CAS号：140844-23-1
- (S)-N-（1-氮杂双环[2.2.2]辛-3-基）-5,6,7,8-四氢-1-萘甲酰胺，CAS号：135729-78-1
- 长春培醇，CAS号：106498-99-1
- 4-(5-辛基-2-嘧啶基)苯酚，CAS号：58415-63-7

|  | 这个同类索引页列出了具有相同分子式的化学物（即同分異構體）条目。 除非您是有意链接至本页，否则应将相应条目的内部链接指向正确的条目。 |